# Formigueiro-de-barriga-branca
Formigueiro-de-barriga-branca (nome científico: Myrmeciza longipes) é uma espécie de ave pertencente à família dos tamnofilídeos. É a única espécie do gênero Myrmeciza. Ocorre do Panamá ao norte Brasil,
Seu nome popular em língua inglesa é "White-bellied antbird".